# 穿著Prada的惡魔 (電影)
《穿Prada的惡魔》（英語：The Devil Wears Prada）是一部2006年美国黑色幽默喜劇劇情片，改编自劳伦·维斯贝格尔2003年的同名小说。本片主演为梅丽尔·斯特里普、安妮·海瑟薇、史丹利·特治、西蒙·贝克、艾蜜莉·布朗以及阿德里安·格蘭尼。
本片由温迪·费曼制片，大卫·法兰科执导，并由20世紀福斯负责影片发行。梅丽尔·斯特里普在片中的演技备受褒扬，并因此获得诸多奖项提名，其中就包括创纪录的第14次奥斯卡奖和金球奖最佳喜剧或音乐剧女主角提名。艾蜜莉·布朗也凭借这自己在本片的优秀演出而获得了影评人的肯定和不少奖项的提名，同时也接到了不少电影制片人的邀约。
本片在2006年6月30日在北美公映后，得到了美国影评人和观众的欢迎，并在当年暑期档创造了让人惊讶的高票房。在海外市场，梅丽尔·斯特里普因为该片继续了她在商业上的成功，但同时也招致了影评人的批评。在2006年10月份之后，该片的主要票房收入都来自海外市场。影片下画之后，在2006年12月所推出的DVD在北美市场成为当月首选。根据最终票房统计，《穿普拉达的女王》无论是在美国本土票房还是海外票房都位居2006年的前20名。其全球总票房超过3亿美元，其中绝大部分来自北美以外的市场。
尽管本片的背景设定为美国的时尚行业，但是大部分时尚设计师或其他时尚名人都避免自己出镜，担心此举会招致《时尚》美国版主编安娜·温特的不满，因為温特女士被绝大多数人认为是片中米兰达的原型。但是，設計師們却允许他们所设计的服装或配饰以租借的方式在电影中出镜，因而使得本片成为影史上服装造型價值最昂贵的电影。安娜·温特最终克服了自己最初的怀疑，她表示她喜爱这部电影，特别是梅丽尔·斯特里普的表演。

## 剧情简介
曾為校刊擔任記者的安迪·薩克斯剛從西北大學畢業。儘管充滿抱負的她對時裝業嗤之以鼻，但還是應徵上《伸展台》雜誌主編米蘭達·普瑞斯特利的初級私人助理，否則也沒別的工作。對業內人士而言，这可是一份“數百萬女孩願意為之獻身”的工作。但安迪只打算暂时忍受米蘭達的過分要求和屈辱，以求在一年内能在其他地方找到記者或作家等相關工作。
安迪一開始在工作上手足無措，與多言但時尚前衛的同事們相處不佳，尤其是米蘭達的高級助理艾米麗·查爾頓。在一次試穿會議上，因對時尚品味不明所以而遭米蘭達當眾嘲諷。沮喪之餘，她找上藝術總監奈傑爾幫助了解時尚界的訣竅。她開始穿得時髦，並努力適應米蘭達的所有奇思幻想。男友奈特對她即使在工作時間外也總是聽從新老闆的使喚而感到沮喪，兩人的關係產生了問題。
倨傲的米蘭達注意到安迪的外表和对工作的投入發生了變化，開始賦予更多的責任和複雜的任務。慢慢地，變得更加迷人的安迪熟知了《伸展台》哲學，工作表現後來居上。與此同時，艾米麗一心想著作為米蘭達的助手隨之參與巴黎時裝週，而將飲食極端化，損害了自身健康，終因身體不適而無法記住慈善活動賓客的重要細節，安迪及時救場。米蘭達要求在她代替艾米麗前往巴黎時裝週擔任助理，並以去就相脅，要安迪自己通知艾米麗相關消息。當安迪給艾米麗打電話時，分心的艾米麗被車撞並被送進了醫院。艾米麗對於安迪帶來的壞消息非常生氣，奈特也生氣安迪變成了她自己過去曾經嘲笑的人，安迪認為自己別無選擇卻不獲諒解，於是兩人協議暫時分手。
在巴黎，安迪從米蘭達那裡得知她即將離婚，八卦報刊將對此大作文章。奈傑爾當晚告知安迪，他已從新晉設計師詹姆士·霍特接手夢寐以求的創意總監職位。安迪與自己大學時代的偶像，迷人的年輕作家克里斯蒂安·湯普森共度一夜，意外得知米蘭達的主編職位即將被賈桂琳·福利特所取代。為米蘭達感到震驚的安迪用盡所有可能管道試圖警告她，但米蘭達將她轟走，似乎並不在意。
在稍后的午餐會上，米蘭達宣布賈桂琳為霍特的新創意總監，驚呆了台下的安迪和奈傑爾。後來兩人同車時，米蘭達向安迪解釋，早已知道自己要被取代，所以犧牲奈傑爾以自保。当安迪不禁面露厌恶时，米兰达指出，安迪来巴黎也是对艾米麗也做了同样的事，而她不是別無選擇。到達目的地後，安迪離開米蘭達，在接到其電話時也不應，直接將手機扔進协和广场噴泉後返回紐約。
一段時間後，安迪約見奈特並道歉。奈特告訴安迪他在波士頓找到了一份副廚師長的新工作，兩人和解。同一天，安迪接受了紐約一家大型出版公司的面試。編輯講述如何打電話給《伸展台》要推荐信。米蘭達以傳真回應，安迪是她最令人失望的助理，但白痴才不雇用安迪。所以安迪得到了新工作。然后，安迪打电话给艾米丽与之和解，把從巴黎获得的時尚衣著都轉送给她。下午路過《伸展台》辦公大樓時，安迪與即將上車的米蘭達眼神交會。雖然安迪揮手招呼，但倨傲的米蘭達毫不理會，待坐上車後才露出了微笑。

## 演员
| 演员               | 角色                 | 介紹                                                   |
| ------------------ | -------------------- | ------------------------------------------------------ |
| 安妮·海瑟薇        | 安德莉亚·安迪·萨克斯 | 来纽约市寻找工作的大学毕业生，后成为米兰达的第二助理。 |
| 梅丽尔·斯特里普    | 米兰达·普瑞斯特利    | 时尚杂志《伸展台》主编。                               |
| 艾蜜莉·布朗        | 艾米丽·查尔顿        | 現任米兰达的第一助理。                                 |
| 史丹利·特治        | 奈杰尔               | 时尚杂志《伸展台》艺术总监。                           |
| 西蒙·贝克          | 克里斯蒂安·汤普森    | 作家。                                                 |
| 艾德·葛納          | 奈特·库伯            | 安迪男友，厨师。                                       |
| 吉赛尔·邦辰        | 席琳娜               | 前米兰达首席助理，现任《伸展台》时尚编辑。             |
| 翠西·索姆斯        | 莉莉                 | 安迪好友，在画廊工作。                                 |
| 里奇·索莫          | 道格                 | 安迪好友，财务分析员。                                 |
| 丹尼尔·逊亚塔      | 詹姆斯·霍特          | 时尚设计师                                             |
| 柯琳·邓吉尔        | 卡洛琳·普瑞斯特利    | 米兰达的女儿。                                         |
| 苏珊娜·邓吉尔      | 卡西迪·普瑞斯特利    | 米兰达的女儿。                                         |
| 大卫·马歇尔·格兰特 | 理查德·萨克斯        | 安迪的父亲。                                           |
| 蒂波·费德曼        | 欧文·拉维兹          | 《伸展台》所属伊莱斯科拉克集团的总裁。                 |
| 丽贝卡·马德尔      | 乔絲琳               | 《伸展台》时尚编辑。                                   |
| 斯蒂芬妮·萨斯泰克  | 賈桂琳·福利特        | 《伸展台》法国版主编。                                 |

### 客串演员
| 演员                        | 角色                     | 介紹 |
| --------------------------- | ------------------------ | ---- |
| 瓦伦蒂诺·加拉瓦尼           |                          |      |
| 杰卡罗·吉米迪               |                          |      |
| 卡洛斯·德索萨（Carlos de Souza）           |                          |      |
| 布瑞姬·霍爾（Bridget Hall） |                          |      |
| 夏琳·肖托（Charlene Shorto）               |                          |      |
| 布瑞姬·霍尔                 |                          |      |
| 劳伦·维斯贝格尔             | 雙胞胎的保姆             |      |
| 罗伯特·威尔第               | 採訪米蘭達的巴黎時尚記者 |      |
| 海迪·克林                   |                          |      |
| 伊万卡·特朗普               |                          |      |
| 珍·泰勒                     |                          |      |
| 尼祖·百克                   |                          |      |

## 制作过程
本片於2005年9月19日開拍，於纽约拍攝。

## 评论反响

### 安娜·温特的看法

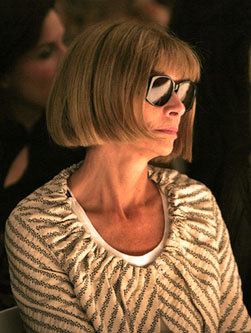
被认为是影片中米兰达原型的安娜·温特最初质疑《穿普拉达的女王》，但最后却改变观点转而欣赏这部电影。

《时尚》美国版主编安娜·温特穿着普拉达出席了《穿普拉达的女王》纽约首映礼。她的好友芭芭拉·埃米尔（Barbara Amiel）说道，安娜认为这部电影不值得进影院观看，买张DVD就够了。但是根据安娜·温特在DVD发售日接受芭芭拉·沃尔特斯（Barbara Walters）采访时却说，她认为这部电影“非常有趣”，并赞扬米兰达“果断”的性格，“任何使得时尚变得快乐、有趣和时尚的东西对于我们时尚产业都是有利的，我是百分百支持的。”斯特里普评价安娜·温特“在书中的表现比电影里更令人不安”。

### 奖项及提名
《穿普拉达的女王》从2006年6月在北美地区上映三个月后，导演大卫·法兰科和原作者劳伦·维斯贝格尔获得了他们的第一个奖项——鹅毛笔奖“《名利场》最佳小说改编类电影奖”。该奖项由《名利场》杂志工作人员提名并颁奖，编辑皮特·巴特赞扬了两个人的工作：
《穿普拉达的女王》是一部激情洋溢、完美质感的电影，这部电影以它的超高票房在某些行业引起了震动。它让国人欣喜不已，就像维斯贝格尔的书，仍在几个国家级畅销书榜上表现强劲。
《穿普拉达的女王》荣膺美国国家评论协会2006年度十佳影片之一。美国电影学会也给予了该片类似的奖励。
本片同时也得到了好莱坞外国记者协会的关注，并入围了2006年度金球奖的提名。其中梅丽尔·斯特里普因本片获得最佳音乐及喜剧类电影女主角奖，而电影本身也获得了最佳音乐及喜剧类电影提名，同时艾蜜莉·布朗也获得了最佳女配角提名。
2007年1月4日，梅丽尔·斯特里普被美国演员工会提名为美国演员工会奖最佳女主角。四天后，斯特里普因为《穿普拉达的女王》和《牧场之家好做伴》获得了美国国家影评人协会的最佳女配角。2007年1月11日，编剧艾莲·布洛什·麦肯纳获得美国编剧工会的美国编剧工会奖最佳改编剧本提名。
随后，英国电影和电视艺术学院公布了他们的2006年度提名：女主角演员梅丽尔·斯特里普、女配角演员艾蜜莉·布朗、电影服装设计派翠西娅·菲尔德和编剧艾莲·布洛什·麦肯纳都获得了提名；此外，化妆及发型师妮姬·莱德曼（Nicki Ledermann）和安吉尔·迪安杰里斯（Angel de Angelis）也获得了提名。
2007年1月23日，梅丽尔·斯特里普获得了她的第14个奥斯卡奖提名，进而将她所保持的表演类最多提名次数记录13次提升到14次。同时，派翠西娅·菲尔德也获得了提名。虽然她们二人都没有最终拿奖，但是在最后的宣读获奖人时，艾蜜莉·布朗和安妮·海瑟薇在舞台上通过一段有关本片的小表演让观众笑逐颜开。她们两人非常紧张地询问谁给梅丽尔·斯特里普买咖啡了，而斯特里普则在台下装出严厉的表情。
| 奖项                        | 颁奖日期       | 奖项类别                   | 得奖人/提名人                      | 结果 |
| --------------------------- | -------------- | -------------------------- | ---------------------------------- | ---- |
| 奥斯卡金像奖                | 2007年2月25日  | 最佳女主角                 | 梅丽尔·斯特里普                    | 提名 |
| 奥斯卡金像奖                | 2007年2月25日  | 最佳服装设计               | 派翠西娅·菲尔德                    | 提名 |
| 艾迪奖                      | 2007年2月18日  | 音乐及喜剧类电影最佳剪辑   | 马克·里沃尔西                      | 提名 |
| 美国电影学会奖              | 2007年1月12日  | 年度电影                   | 穿普拉达的女王                     | 獲獎 |
| 非裔美国影评人协会奖        | 2006年12月22日 | 十佳影片                   | 穿普拉达的女王                     | 獲獎 |
| 女性电影记者联盟伊达奖      | 2006年12月     | 最佳女性喜剧片             | 大卫·法兰科                        | 提名 |
| 女性电影记者联盟伊达奖      | 2006年12月     | 最佳喜剧女演员奖           | 梅丽尔·斯特里普                    | 獲獎 |
| 女性电影记者联盟伊达奖      | 2006年12月     | 最佳女编剧奖               | 艾莲·布洛什·麦肯纳                 | 提名 |
| 奖项流程社区奖              | 2006年12月     | 最佳女主角                 | 梅丽尔·斯特里普                    | 提名 |
| 奖项流程社区奖              | 2006年12月     | 最佳女配角                 | 艾蜜莉·布朗                        | 提名 |
| 广播音乐公司奖              | 2007年5月16日  | 最佳电影配乐               | 西奥多·沙皮诺                      | 獲獎 |
| 波士顿影评人协会奖          | 2006年12月11日 | 最佳女配角                 | 梅丽尔·斯特里普                    | 提名 |
| 英国电影学院奖              | 2007年2月11日  | 最佳女主角                 | 梅丽尔·斯特里普                    | 提名 |
| 英国电影学院奖              | 2007年2月11日  | 最佳女配角                 | 艾蜜莉·布朗                        | 提名 |
| 英国电影学院奖              | 2007年2月11日  | 最佳改编剧本               | 艾莲·布洛什·麦肯纳                 | 提名 |
| 英国电影学院奖              | 2007年2月11日  | 最佳服装设计               | 派翠西娅·菲尔德                    | 提名 |
| 英国电影学院奖              | 2007年2月11日  | 最佳化妆及发型设计         | 妮姬·莱德曼 安吉尔·迪安杰里斯      | 提名 |
| 俄亥俄中部影评人协会        | 2007年1月11日  | 最佳女主角                 | 梅丽尔·斯特里普                    | 提名 |
| 芝加哥影评人协会奖          | 2006年12月28日 | 最佳女主角                 | 梅丽尔·斯特里普                    | 提名 |
| 服装设计师工会奖            | 2007年2月      | 时装电影类卓越服装设计奖   | 派翠西娅·菲尔德                    | 提名 |
| 评论家选择奖                | 2007年1月20日  | 最佳喜剧类电影             | 穿普拉达的女王                     | 提名 |
| 评论家选择奖                | 2007年1月20日  | 最佳女主角                 | 梅丽尔·斯特里普                    | 提名 |
| 达拉斯—沃斯堡影评人协会奖励 | 2006年12月19日 | 最佳女主角                 | 梅丽尔·斯特里普                    | 提名 |
| 达拉斯—沃斯堡影评人协会奖励 | 2006年12月19日 | 最佳女配角                 | 艾蜜莉·布朗                        | 提名 |
| 都柏林影评人协会奖          | 2006年12月     | 最佳女配角                 | 梅丽尔·斯特里普                    | 提名 |
| 金球奖                      | 2007年1月15日  | 最佳音乐及喜剧类电影       | 穿普拉达的女王                     | 提名 |
| 金球奖                      | 2007年1月15日  | 最佳音乐及喜剧类电影女主角 | 梅丽尔·斯特里普                    | 獲獎 |
| 金球奖                      | 2007年1月15日  | 最佳电影女配角             | 艾蜜莉·布朗                        | 提名 |
| 金笨瓜奖                    | 2006年12月     | 年度最佳女配角             | 艾蜜莉·布朗                        | 提名 |
| 国际网络影评人票选奖        | 2011年1月9日   | 十年最佳女主角             | 梅丽尔·斯特里普                    | 提名 |
| 意大利网络电影奖            | 2007年5月      | 最佳女配角                 | 梅丽尔·斯特里普                    | 獲獎 |
| 朱庇特奖                    | 2007年3月      | 最佳国际女主角             | 梅丽尔·斯特里普                    | 提名 |
| 朱庇特奖                    | 2007年3月      | 最佳国际女主角             | 安妮·海瑟薇                        | 提名 |
| 伦敦影评人协会奖            | 2007年2月8日   | 年度女主角                 | 梅丽尔·斯特里普                    | 獲獎 |
| 伦敦影评人协会奖            | 2007年2月8日   | 年度英国女配角             | 艾蜜莉·布朗                        | 獲獎 |
| MTV电影大奖                 | 2007年6月3日   | 最佳突破演出               | 艾蜜莉·布朗                        | 提名 |
| MTV电影大奖                 | 2007年6月3日   | 最佳反派                   | 梅丽尔·斯特里普                    | 提名 |
| MTV电影大奖                 | 2007年6月3日   | 最佳喜剧演出               | 艾蜜莉·布朗                        | 提名 |
| 俄罗斯MTV电影大奖           | 2007年4月19日  | 最佳国际电影               | 穿普拉达的女王                     | 提名 |
| 美国国家评论协会奖          | 2007年1月9日   | 十大电影                   | 穿普拉达的女王                     | 獲獎 |
| 美国影评人协会奖            | 2007年1月6日   | 最佳女配角                 | 梅丽尔·斯特里普                    | 獲獎 |
| 纽约影评人协会奖            | 2006年12月11日 | 最佳女主角                 | 梅丽尔·斯特里普                    | 提名 |
| 北德克萨斯影评人协会奖      | 2007年1月21日  | 最佳女主角                 | 梅丽尔·斯特里普                    | 獲獎 |
| 网络电影电视协会奖          | 2007年2月10日  | Best Actress               | 梅丽尔·斯特里普                    | 提名 |
| 网络电影电视协会奖          | 2007年2月10日  | 最佳服装设计               | 派翠西娅·菲尔德                    | 提名 |
| 网络影评人协会奖            | 2007年1月8日   | 最佳女主角                 | 梅丽尔·斯特里普                    | 提名 |
| 人民选择奖                  | 2007年1月9日   | 最受欢迎电影主题曲         | 《Crazy》 – 艾拉妮絲·莫莉塞特      | 提名 |
| 伦勃朗奖                    | 2007年3月      | 国际最佳女主角             | 梅丽尔·斯特里普                    | 獲獎 |
| 卫星奖                      | 2006年12月18日 | 最佳音乐及喜剧类电影       | 穿普拉达的女王                     | 提名 |
| 卫星奖                      | 2006年12月18日 | 最佳音乐及喜剧类电影女主角 | 梅丽尔·斯特里普                    | 獲獎 |
| 卫星奖                      | 2006年12月18日 | 最佳服装设计               | 派翠西娅·菲尔德                    | 獲獎 |
| 美国演员工会奖              | 2007年1月28日  | 最佳女主角                 | 梅丽尔·斯特里普                    | 提名 |
| 圣路易斯影评人协会奖        | 2007年1月7日   | 最佳女配角                 | 梅丽尔·斯特里普                    | 提名 |
| 青少年选择奖                | 2006年8月20日  | 夏季选择奖：电影 - 喜剧类  | 穿普拉达的女王                     | 提名 |
| 青少年选择奖                | 2006年8月20日  | 电影选择奖：化学反应       | 梅丽尔·斯特里普 安妮·海瑟薇        | 提名 |
| 青少年选择奖                | 2006年8月20日  | 电影选择奖：突出表现女星   | 艾蜜莉·布朗                        | 提名 |
| 青少年选择奖                | 2006年8月20日  | 电影选择奖：反派           | 梅丽尔·斯特里普                    | 提名 |
| 南加大剧本奖                | 2007年2月18日  | 最佳电影剧本               | 艾莲·布洛什·麦肯纳 劳伦·维斯贝格尔 | 提名 |
| 温哥华影评人协会奖          | 2007年1月9日   | 最佳女配角                 | 梅丽尔·斯特里普                    | 提名 |
| 女性影评人协会奖            | 2006年12月14日 | 最佳喜剧电影演员           | 梅丽尔·斯特里普                    | 獲獎 |
| 女性影评人协会奖            | 2006年12月14日 | 最佳女性编剧               | 艾莲·布洛什·麦肯纳                 | 獲獎 |
| 美国编剧工会奖              | 2007年2月11日  | 最佳改编剧本               | 艾莲·布洛什·麦肯纳                 | 提名 |

## 电影改编
《穿普拉达的女王》电影的极大成功导致了一个美剧改编企划，但最终流产。该改编企划计划《穿普拉达的女王》电视剧版于2007年到2008年播出季在美国福克斯电视网播出。该电视剧原计划由福克斯电视工作室制作，并试图打破传统美剧长度或半小时或一小时的限制，以及改变美剧由单机位拍摄的习惯。但是该剧最终没有完成试播集的拍摄，甚至连试播集的前期制作都没有完成。
随着电影的热映，劳伦·维斯贝格尔所创作的原著也重新受到读者的关注。《穿普拉达的女王》的原著小说在2006年成为《今日美国》年度畅销书榜第八名，同时也是当年美国图书馆第二受欢迎的借阅书籍。原著有声书于2006年10月发行，并迅速成为多媒体小说畅销榜第三。
2015年，据报道，美国百老汇戏剧制片人凯文·麦科勒姆与20世纪福克斯电影公司达成一向协议，麦科勒姆将在两年内陆续从福克斯的片库挑选一部分作品改编成音乐剧。而其中他最感兴趣的两部电影就是《窈窕奶爸》和《穿普拉达的女王》。但麦科勒姆最终改编的第一部作品却是德鲁·巴里摩尔在1998年拍摄的电影《情话童真》，剧场狂热者们可能会对《穿普拉达的女王》音乐剧感兴趣，“（《穿PRADA的女魔头》）并非一个可怕的原作，”影音俱乐部观察道，推测将会由帕蒂·鲁普恩或伯纳黛特·皮特斯在舞台上为大家出演一个令人难忘的米兰达。

## 光盘发行
《穿普拉达的女王》的DVD于2006年12月12日在北美发行。除了影院上映的内容外，DVD还增加了如下内容：
- 导演大卫·法兰科、剪辑马克·里沃尔西、服装指导派翠西娅·菲尔德、编剧艾莲·布洛什·麦肯纳、制片人温迪·费曼和摄影师弗诺里安·巴尔豪斯的评论音轨（英语：Audio commentary）。
- 一段五分钟的搞笑花絮，其中有个镜头是安妮·海瑟薇不得不穿高跟鞋时发生意外而失态。此外还有其他搞笑内容，例如某位剧组成员穿着运动服在时装秀的伸展台上散布，以及梅丽尔·斯特里普在巴黎早午餐场景中宣称“我有一些裸照给你”。[25]与大多数搞笑花絮不同，本DVD收录的拍摄花絮并非连续的，而是经过蒙太奇剪辑的。素材大多来自后台照片和一些失误镜头。
- 五个花絮：
  - 《走向大银幕》（Trip to the Big Screen）：片长12分钟，讲述了电影制作前期的一些预备工作，讨论小说改编成剧本中的一些改变，为和选择大卫·法兰科执导以及其他一些问题。
  - 《纽约与时尚》（NYC and Fashion）：真正的纽约时尚场景和电影中将如何实现它。
  - 《派翠西娅的时尚幻想（Fashion Visionary Patricia Field）：服装指导派翠西娅·菲尔德个人资料纪录片。
  - 《抓住华伦天奴》（Getting Valentino）：讲述了如何说服华伦天奴设计师瓦伦蒂诺·加拉瓦尼出镜的过程。
  - 《来自地狱的老板》（Boss from Hell）：一部讲述关于类似米兰达·普瑞斯特利这般难于应付、噩梦般老板的故事。
- 15个被删掉的镜头，导演大卫·法兰科和剪辑马克·里沃尔西在评论中提及。
- 电影预告片、原声带宣传物及其他内容。

该DVD提供西班牙语和法语的隐藏字幕，拥有全螢幕和宽螢幕两个版本。DVD的封面除了保留电影海报的红色高跟鞋图案之外，还增加了演员照片和的标语。2007年2月5日，DVD在英国发行。
电影的蓝光碟和DVD是同期发行，并保留了和DVD相同的花絮内容。但是蓝光碟的短片内容却被丢弃并替换成字幕弹出的琐事轨道，它们可以单独观看或与评论音轨一同观看。

### 反响
自2006年12月12日开始发行后，《穿普拉达的女王》的DVD或蓝光碟迅速成为美国电影录像带租赁市场最受欢迎的作品。从发行之日起到当年年底，DVD和蓝光碟的销售总额突破2,650万美元；直至次年3月底，其销售成绩从未跌出北美排行榜的前50名，且销售总额已经翻了一番。在DVD发行之后的次周，其销售量就空降至DVD销量榜季军。截止2007年年底，该片DVD和蓝光碟销量近560万份，销售总额达到9,440万美元。

### 被删镜头
在剪辑与导演的评论音轨里提及，被删除的镜头有交代一些影片中相关人物的背景資訊。但是电影剪辑马克·里沃尔西认为应该将故事情节集中在米兰达和安迪的冲突上，因此往往没有经过导演大卫·法兰科的同意而删除。
法兰科一般会赞同里沃尔西的剪辑，但是有一个镜头除外。这个镜头是讲述安迪前往卡尔文·克雷恩展厅，法兰科认为这个情节展示了安迪的工作不仅仅只是为米兰达的私事而奔波

## 续集
2013年，劳伦·维斯贝格尔完成了《穿PRADA的女魔头》的小说续集《穿著PRADA的惡魔2：復仇》（Revenge Wears Prada）。但是《穿著PRADA的惡魔2：復仇》电影版或者其他《穿普拉达的女王》的续集似乎并没有提上制作日程，原因是《穿普拉达的女王》片中的两位主角并不希望推出续集电影。梅丽尔·斯特里普的电影是从来不拍摄续集的，据说她尤其没有兴趣拍摄这部电影的续集。虽然安妮·海瑟薇表示有兴趣和同样的人继续合作，但是大家合作的东西必须是“完全不同的东西”。在接受《名利场》采访的时候，海瑟薇说道：“（《穿普拉达的女王》）也许弹出了美妙的音符，但现在已经是曲终人散的时候了。

## 相关词条
- 九月刊（英语：The September Issue）——2009年电影，一部讲述《时尚》美国版主编安娜·温特尔日常工作以及她与其他同事互动的纪录片。
- 我爱糖衣路（英语：The Intern (2000 film)）——2000年电影，关于一个在纽约时尚杂志里工作的过劳和被虐的低职级女雇员的喜剧片。
- 与鲨同游（英语：Swimming with Sharks）——1994年电影，关于由凯文·斯贝西主演的暴虐制作人和他助手的故事。

### 书籍
劳伦·维斯贝格尔. . 译林出版社. 2007-02-01  [2017-01-11]. ISBN 9787544701501.

### 资料
1. ↑  Thompson, Anne. . Indiewire. 2016-07-01: 2  [2016-07-07]. （原始内容存档于2021-04-21）.
2. ↑  . Box Office Mojo.   [2016-07-09]. （原始内容存档于2011-08-20）.
3. ↑  Whitworth, Melissa. . 每日电讯报. 2006-06-09  [2016-07-13]. （原始内容存档于2008-01-17）.
4. 1 2  Barbara Walters. . 美国广播公司新闻频道. 美国广播公司.   [2006-12-18]. （原始内容存档于2006-12-13）.
5. ↑  . The Hollywood Reporter 391. 2005-09-27: 37-44,47-48,50.ProQuest 235345168
6. ↑  Amiel, Barbara; July 2, 2006; "The 'Devil' I know （页面存档备份，存于）"; 每日电讯报; 2007-01-10查阅.
7. ↑  Brockes, Emma; 2006-09-23; "The devil in Ms Streep （页面存档备份，存于）"; 卫报; 2007-01-10查阅.
8. ↑   (新闻稿). The Quills Literacy Foundation. 2006-09-26  [2006-12-16]. （原始内容存档于2007-12-17）.
9. ↑  National Board of Review; Awards for 2006 的存檔，存档日期2010-06-12.; 2006-12-19查阅.
10. ↑  American Film Institute; AFI Awards 2006 （页面存档备份，存于）, 2006-12-19查阅.
11. ↑  Hollywood Foreign Press Association; January 16, 2007; HFPA — Nominations and Winners 的存檔，存档日期2007-05-14.; 2007-01-16查阅.
12. ↑  美国演员工会; 2007-01-04; SAG Awards Official website 的存檔，存档日期2008-09-07., retrieved from sagawards.org January 4, 2007.
13. ↑  Kilday, Gregg; 2007-01-08; National Society picks 'Pan' as best pic （页面存档备份，存于）; 好莱坞报道; 2007-01-10查阅.
14. ↑  Writers Guild of America Award, .   [2017-01-12]. （原始内容存档于2012-05-25）.; 2007-01-11查阅.
15. ↑  英国电影和电视艺术学院; 2007-01-12; LATEST WINNERS & NOMINEES; 2008-07-04查阅.
16. ↑  奥斯卡奖, 2007-01-23; Nominations List: 79th Annual Academy Awards, 2007-01-23查阅. 的存檔，存档日期2007-01-23.
17. ↑  Dehnhart, Andy; 2007-02-26; Oscar's best moments weren't in the script （页面存档备份，存于）; MSNBC; 2007-02-26查阅.
18. ↑  . 名利场. 2006-10-11  [2016-07-13]. （原始内容存档于2012-05-24）.
19. ↑  Blais, Jacqueline. . 今日美国. 2007-01-10  [2016-07-13]. （原始内容存档于2021-03-14）.
20. ↑  . Library Journal. 2007-01-01, 132 (1): 176., 引自Spiker, Julia A.  (PDF). International Journal of Business, Huamnities and Technology. 2012-05, 2 (3): 16  [2016-07-13]. （原始内容 (PDF)存档于2020-09-21）.
21. ↑  Maughan, S. . Publishers Weekly. 2006-10-02: 19.,引自Spiker.
22. ↑  Kennedy, Mark. . 美联社. 2015-05-11  [2016-07-13]. （原始内容存档于2015-05-29）.
23. ↑  Siede, Caroline. . 影音俱乐部. 2015-05-11  [2016-07-13]. （原始内容存档于2017-07-03）.
24. ↑  DVD review: The Devil Wears Prada 的存檔，存档日期2007-02-12.
25. ↑  Blooper reel. (2006). The Devil Wears Prada [DVD]. USA: 20th Century Fox.
26. ↑  Bracke, Peter M.; December 11, 2006; "Blu-Ray Review: The Devil Wears Prada （页面存档备份，存于）"; highdefdigest.com; 2007-01-18查阅.
27. ↑  . Box Office Mojo.   [2016-07-13]. （原始内容存档于2018-09-22）.
28. ↑  . The Numbers.   [2016-07-13]. （原始内容存档于2021-04-21）.